# Pluto (Okeanide)
Pluto (altgriechisch Πλουτώ Ploutṓ) ist in der griechischen Mythologie eine der Töchter von Okeanos und Tethys, also eine Okeanide.
Sie war eine Gespielin der Persephone.
Andere Formen ihres Namens sind Plotis und Plote.